# Gertrude Hoffmann
Gertrude Hoffmann (San Francisco, 8 maggio 1886 – Los Angeles, 21 marzo 1966) è stata una ballerina e coreografa statunitense.

## Biografia

### I primi anni
Catherine “Kitty” Gertrude Hay nacque a San Francisco, in California, il 7 maggio 1886, figlia di John Hay e di Catherine Brogan. Suo padre, nato a Bangor, nel Maine, nel 1843, era venuto in California attorno al 1873. Catherine Brogan nacque invece in Irlanda nel 1847 circa e si portò in America negli anni '60 dell'Ottocento. John e Catherine insieme si spostarono poi a Portland, nell'Oregon, dove poi John morirà nel 1914. Catherine Brogan morirà nel 1926 a Long Island, nella casa estiva di sua figlia ormai famosa. Gertrude ricevette la sua prima educazione a San Francisco presso un convento di suore cattoliche.
Una volta terminati gli studi decise di intraprendere la carriera della danza per cui si era già dimostrata molto portata ed iniziò a vedere diversi spettacoli, venendo in particolare attratta dall'attrice Florence Roberts in scena all'Alcazar di San Francisco con l'opera Sapho di Jules Massenet. Fu proprio la Roberts ad incoraggiarla nel perseguire questa carriera d danzatrice e pertanto all'età di soli 16 anni, Gertrude siglò il proprio primo contratto ed iniziò un tour che la portò a New York ed al Paradise Roof Garden sopra il Victoria Theatre di Oscar Hammerstein.

### La carriera

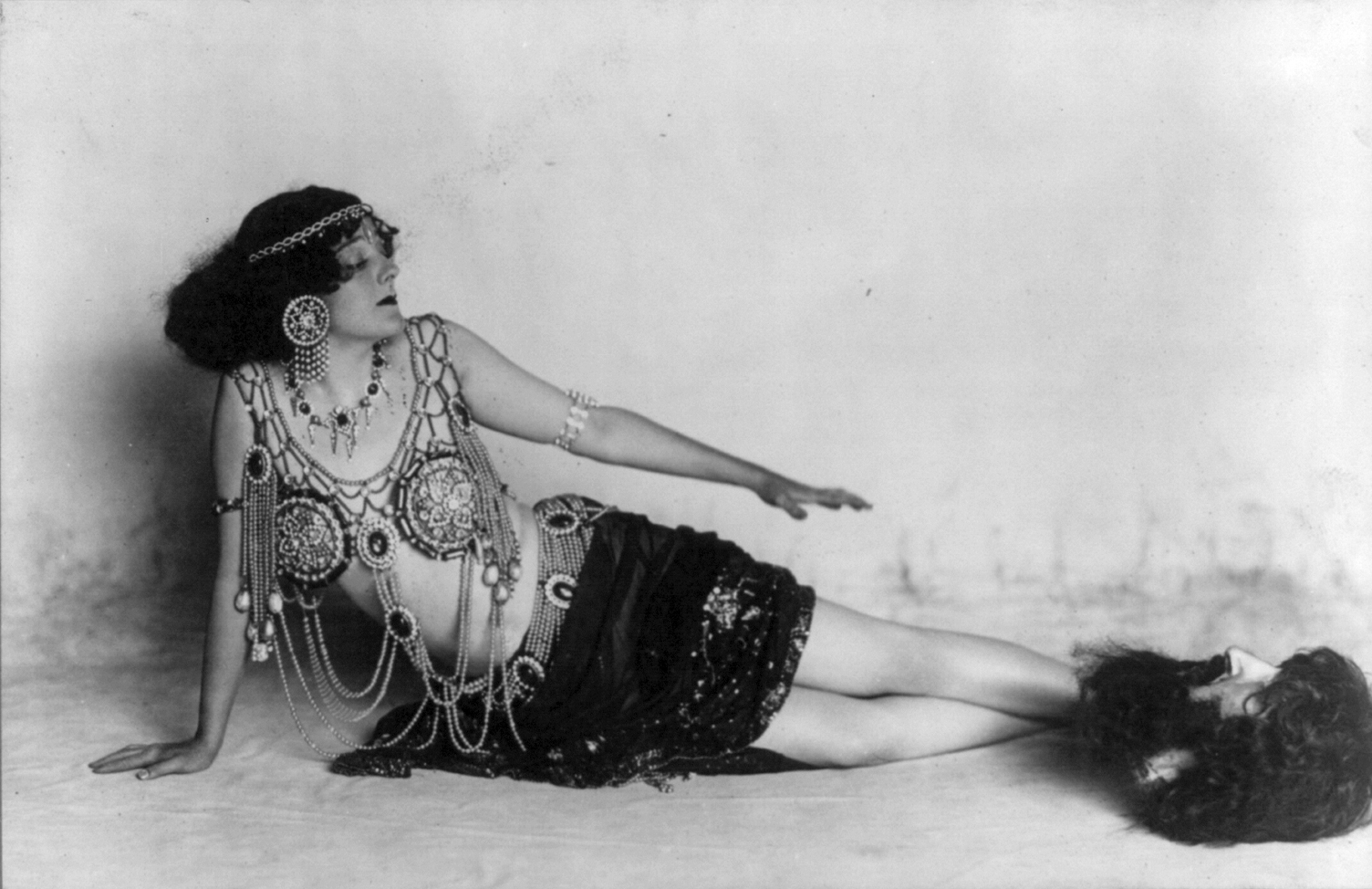
Gertrude Hoffmann nelle vesti di Salomè con la testa del Battista

Nel 1903 Gertrude Hoffman venne scritturata dal direttore Oscar Hammerstein al Victoria Theater dove lavorò insieme ad altre ballerine nella rivista "Punch and Judy Co." e ad altri spettacoli occasionali. Willie Hammerstein la persuase per primo ad apparire da sola sul palco. L'occasione si presentò tre anni più tardi quando la Hoffmann venne chiamata da Florenz Ziegfeld, Jr. a sostituire l'attrice ammalata per il ruolo di protagonista in "The Parisian Dancer" e divenne da subito nota per la sua splendida interpretazione di Anna Held nella canzone "I Just Can’t Make My Eyes Behave". Nel corso della sua carriera collaborò anche con Eva Tanguay, Eddie Foy e con Ethel Barrymore.
Il suo ruolo come Salomè in "Vision of Salome" che portò sulle scene nel 1908 causò scandalo in molti teatri negli Stati Uniti. In diverse occasioni il suo suggestivo stile di danza ed i costumi succinti portarono a questioni con la polizia locale per oltraggio al pudore e nudità in pubblico. Eva Tanguay, Vera Olcott e Lotta Faust collaborarono con lei in quest'impresa.
Negli ultimi anni della sua carriera si dedicò prevalentemente alla gestione della compagnia di ballo ed al ruolo di coreografa, fondando le "Gertrude Hoffman Girls". Quasi a riprendere le Tiller Girls, le ballerine della sua compagnia spesso utilizzavano trasformazioni acrobatiche. Le "Gertrude Hoffman Girls" presenziarono nella rivista di Shubert dal titolo Artists and Models che occupò l'intera stagione 1925-26 del Winter Garden Theatre e nelle stagioni successive che ebbero a tema A Night in Paris ed A Night in Spain. Nel 1933 compì un tour in America ed in Europa che durò sino allo scoppio della Seconda guerra mondiale. Poco si sa a questo punto della sua vita, ma continuò ad operare nella California meridionale per alcuni anni sino alla sua morte.
Nel 2006 lo storico sociale Armond Fields ha incluso Gertrude Hoffman nel suo volume Women Vaudeville Stars: Eighty Biographical Profiles.